# Nogometni Klub Lokomotiva
El Nogometni klub Lokomotiva (en español: Club de Fútbol Lokomotiva), también conocido a nivel internacional como Lokomotiva de Zagreb, es un club de fútbol situado en Zagreb, la capital de Croacia. Juega en la Prva HNL, máxima categoría del país.
Fue fundado en 1914 como Ž. Š. K. Victoria y tuvo diferentes denominaciones hasta que adoptó su nombre actual en 1947. Formó parte de la Primera Liga de Yugoslavia desde su creación hasta 1957, cuando descendió y quedó relegado a un papel inferior.

## Historia
El actual Lokomotiva se fundó el 1 de mayo de 1914 en Zagreb con el nombre de "Željezničarski nogometni klub Victoria", que en español significa "Club de Fútbol de los Trabajadores del Ferrocarril". Comenzó a participar en los campeonatos regionales y permaneció a la sombra de los principales equipos de la capital croata. 
Al término de la Segunda Guerra Mundial pasó a llamarse N. K. Lokomotiva y pudo participar en la temporada de debut de la Primera Liga de Yugoslavia, celebrada en 1946-47, porque fue tercero en el torneo regional clasificatorio que se jugó el año anterior. En la máxima categoría permaneció nueve temporadas y su mejor actuación fue en 1952, al finalizar tercero por detrás del Hajduk Split y el Estrella Roja de Belgrado. En la campaña 1954-55 fue último y descendió. Aunque recuperó la categoría al año siguiente, la perdió de nuevo en 1956-57 y no regresó nunca más a la élite.
Cuando Croacia proclamó su independencia, el Lokomotiva ingresó en la Treća HNL (tercera división) del sistema de ligas croata. Sus actuaciones no fueron mucho mejor que en los últimos años y a pesar de dos presencias en la segunda categoría entre 1996 y 1998, el club no pasó de tercera en posteriores ocasiones e incluso tocó fondo en el año 2005-06 con un descenso a cuarta división.
En solo cuatro años, pasó de la cuarta categoría (2006-07) a lograr el ascenso a Prva HNL como tercer clasificado (2008-09). En la temporada 2012-13 finalizó en segunda posición y llegó a la final de la Copa de Croacia, que perdió frente al Hajduk Split.

### Cambios de nombre
- ŽŠK Victoria (1914-1919)
- ŠK Željezničar (1919-1941)
- HŽŠK (1941-1945)
- FD Lokomotiva (1945-1946)
- FD Crvena Lokomotiva (1946-47)
- NK Lokomotiva (1947-presente)

## Estadio
Aunque el Lokomotiva cuenta con un campo propio en el barrio de Kajzerica (Novi Zagreb), donde se entrena y juegan las categorías inferiores, tiene que disputar sus partidos de liga en el estadio Maksimir, situado en el centro de la capital. Maksimir dispone de capacidad para 38.923 espectadores y césped natural. Cuenta también con un estadio anexo que se utiliza para entrenamientos y encuentros de categorías inferiores. Comparte el recinto con el Dinamo de Zagreb.
Para encuentros con un aforo inferior, el Lokomotiva utiliza el estadio Kranjčevićeva, ubicado al oeste de la ciudad. Su aforo es de 8.850 espectadores, es de titularidad municipal y es el segundo estadio más grande de la ciudad. También alberga los encuentros del N. K. Zagreb.

## Participación en competiciones de la UEFA
| Temporada | Torneo                | Ronda            | Club                | Casa | Visita | Global  |
| --------- | --------------------- | ---------------- | ------------------- | ---- | ------ | ------- |
| 2013/14   | UEFA Europa League    | Clasificatoria 2 | FC Dinamo Minsk     | 2-3  | 2-1    | 4-4 (a) |
| 2015–16   | UEFA Europa League    | Clasificatoria 1 | Airbus UK Broughton | 2–2  | 3–1    | 5–3     |
| 2015–16   | UEFA Europa League    | Clasificatoria 2 | PAOK                | 2–1  | 0–6    | 2–7     |
| 2016–17   | UEFA Europa League    | Clasificatoria 1 | UE Santa Coloma     | 3-1  | 4–1    | 7-2     |
| 2016–17   | UEFA Europa League    | Clasificatoria 2 | RoPS                | 3-0  | 1-1    | 4-1     |
| 2016–17   | UEFA Europa League    | Clasificatoria 3 | FC Vorskla Poltava  | 0-0  | 3-2    | 3-2     |
| 2016–17   | UEFA Europa League    | Play-Off         | KRC Genk            | 2–2  | 0–2    | 2–4     |
| 2020-21   | UEFA Champions League | Clasificatoria 2 | Rapid Viena         | 0–1  | –      | 0–1     |
| 2020-21   | UEFA Europa League    | Clasificatoria 3 | Malmö               | –    | 0–5    | 0–5     |